# Равенна (Техас)
Равенна (англ. Ravenna) — місто (англ. city) в США, в окрузі Фаннін штату Техас. Населення — 175 осіб (2020).

## Географія
Равенна розташована за координатами 33°40′14″ пн. ш. 96°14′27″ зх. д. / 33.67056° пн. ш. 96.24083° зх. д. (33.670474, -96.240886).  За даними Бюро перепису населення США в 2010 році місто мало площу 3,12 км², уся площа — суходіл.

## Демографія
Згідно з переписом 2010 року, у місті мешкало 209 осіб у 87 домогосподарствах у складі 59 родин. Густота населення становила 67 осіб/км².  Було 102 помешкання (33/км²).
Расовий склад населення:
| - 93,3 % — білих - 1,4 % — корінних американців - 1,0 % — чорних або афроамериканців - 3,3 % — осіб інших рас |

До двох чи більше рас належало 1,0 %. Частка іспаномовних становила 5,7 % від усіх жителів.
За віковим діапазоном населення розподілялося таким чином: 19,6 % — особи молодші 18 років, 57,9 % — особи у віці 18—64 років, 22,5 % — особи у віці 65 років та старші. Медіана віку мешканця становила 45,4 року. На 100 осіб жіночої статі у місті припадало 91,7 чоловіків;  на 100 жінок у віці від 18 років та старших — 95,3 чоловіків також старших 18 років.
Середній дохід на одне домашнє господарство  становив 56 626 доларів США (медіана — 51 563), а середній дохід на одну сім'ю — 76 139 доларів (медіана — 71 875). За межею бідності перебувало 10,9 % осіб, у тому числі 21,7 % дітей у віці до 18 років та 6,1 % осіб у віці 65 років та старших.
Цивільне працевлаштоване населення становило 101 особа. Основні галузі зайнятості: освіта, охорона здоров'я та соціальна допомога — 23,8 %, виробництво — 10,9 %, роздрібна торгівля — 8,9 %, публічна адміністрація — 7,9 %.